# Castle Hill (Maine)
Castle Hill – miasto w Stanach Zjednoczonych, w stanie Maine, w hrabstwie Aroostook.